# Jewgienij Krawczenko
Jewgienij Wasiliewicz Krawczenko, ros. Евгений Васильевич Кравченко (ur. w 1892, zm. 6 lutego 1957 w Gauting) – rosyjski wojskowy (pułkownik), emigracyjny wydawca i działacz wojskowo-kombatancki, dowódca jednego z ochotniczych pułków kozackich w służbie niemieckiej, a następnie komendant sztabu Sił Zbrojnych Komitetu Wyzwolenia Narodów Rosji podczas II wojny światowej.
Ukończył sumski korpus kadetów, zaś w 1912 r. nikołajewską szkołę kawaleryjską. Służył w 1 jekaterinodarskim pułku kawalerii Kozaków kubańskich, dochodząc do stopnia podesauła. Brał udział w I wojnie światowej. Był odznaczony m.in. Orderem Św. Włodzimierza 4 klasy. Po rewolucji bolszewickiej w październiku 1917 r., powrócił na Kubań, gdzie wstąpił do wojsk Kozaków kubańskich walczących z bolszewikami. Brał udział w I Kubańskim (Lodowym) Marszu w szeregach 1 pułku kawalerii Kozaków kubańskich jako dowódca sotni junkierskiej. Następnie został zastępcą dowódcy pułku. Jednocześnie był oficerem-instruktorem w kubańskiej szkole wojskowej w Jekaterinodarze. W poł. listopada 1920 r. wraz z resztkami wojsk białych ewakuował się z Krymu na wyspę Lemnos. Zamieszkał w Królestwie SHS. Jesienią 1925 r. wykładał w kubańskiej aleksiejewskiej szkole wojskowej w Bułgarii i jednocześnie był zastępcą dowódcy sotni szkoleniowej. Awansował na pułkownika. Następnie przeniósł się do Grenoble. Był członkiem Stowarzyszenia Gallipojczyków. Od 1932 r. przewodniczył Stowarzyszeniu Sumskiego Korpusu Kadetów. W II poł. lat 30. ukończył wyższe kursy wojskowo-naukowe prowadzone w Paryżu przez gen. Nikołaja N. Gołowina, po czym był zastępcą prowadzącego kursy. W latach 1938–1939 redagował w Paryżu wojskowy miesięcznik "Армия и Флот". W okresie II wojny światowej współpracował z Niemcami, zostając dowódcą jednego z ochotniczych pułków kozackich w służbie Wehrmachtu. Od końca 1944 r. był komendantem sztabu Sił Zbrojnych Komitetu Wyzwolenia Narodów Rosji. Po zakończeniu wojny zamieszkał w zachodnich Niemczech, gdzie był naczelnikiem 2 oddziału Rosyjskiego Związku Ogólnowojskowego. Sprawował też funkcję przedstawiciela atamana Kozaków kubańskich w Niemczech. Zmarł w sanatorium w Gauting 5 lutego 1957 r.